# Kościół Najświętszej Maryi Panny Królowej Polski w Wejherowie
Kościół Najświętszej Maryi Panny Królowej Polski w Wejherowie – rzymskokatolicki kościół parafialny. Mieści się przy ulicy Rybackiej w Wejherowie, w województwie pomorskim. Należy do dekanatu Wejherowo w archidiecezji gdańskiej.

## Historia
Parafia została erygowana w 1982 dekretem bpa Mariana Przykuckiego – ordynariusza chełmińskiego. Dwa lata później władze miasta wydały zgodę na budowę kościoła, którą rozpoczęto 8 czerwca 1986. 13 maja 1989 r. odbyła się uroczystość wmurowania kamienia węgielnego w budującym się kościele. Uroczystość konsekracji nowego kościoła miała miejsce 25 października 1997, a przewodniczył jej Tadeusz Gocłowski – arcybiskup metropolita gdański. W 2003 roku wyposażenie kościoła zostało wzbogacone o rzeźbę nad chrzcielnicą. 25 października 2022 arcybiskup gdański Tadeusz Wojda ustanowił bł. Stefana Wyszyńskiego drugim patronem kościoła.

## Architektura, wyposażenie i symbolika
Świątynia zbudowana jest w kształcie namiotu. Ołtarz, zgodnie ze starą tradycją, skierowany jest na wschód. Oba te elementy są nawiązaniem do Namiotu Spotkania. 

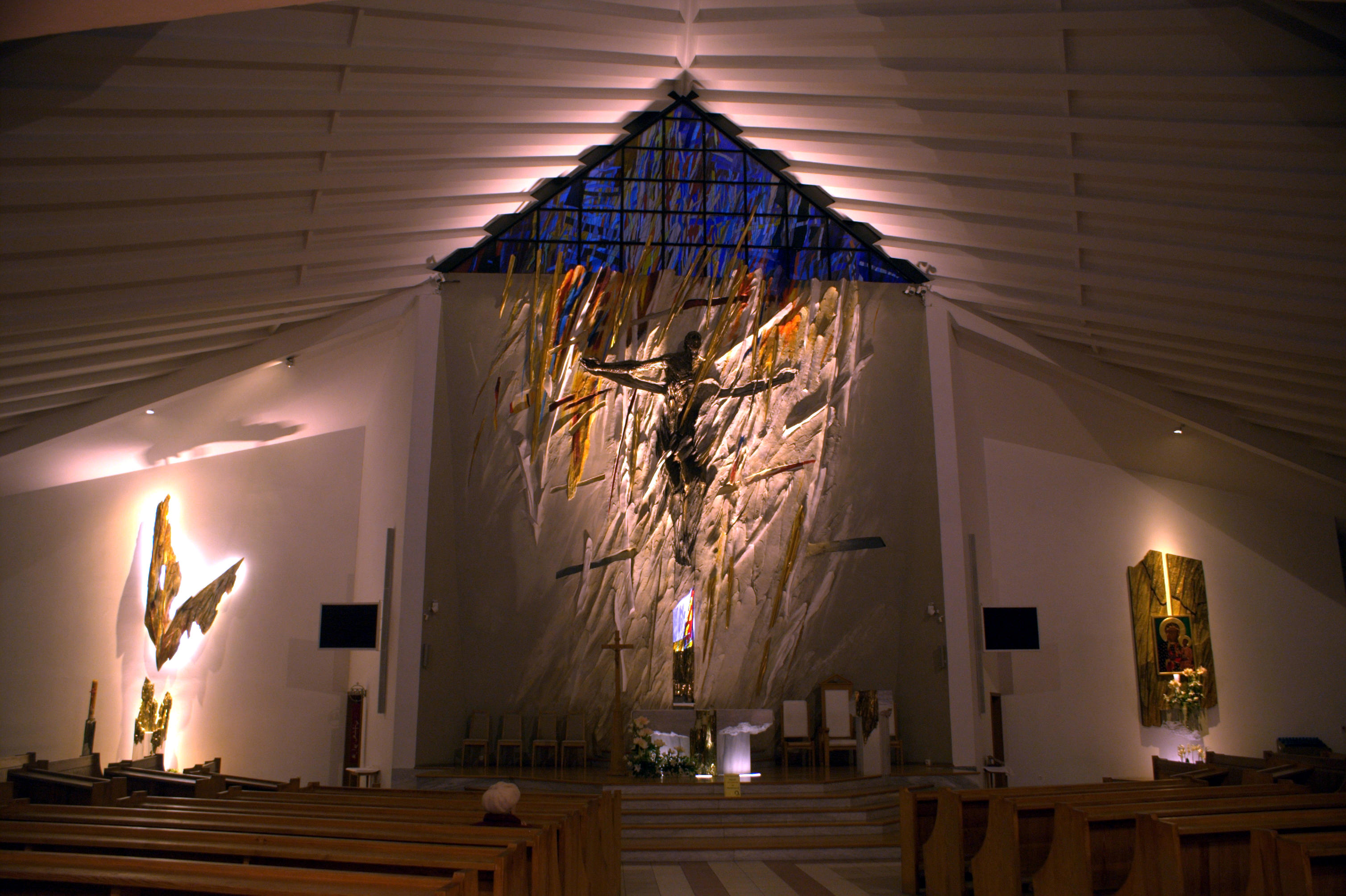
Wnętrze świątyni

Wiele elementów kościoła nawiązuje do symboliki przejścia. Na witrażu zachodnim umieszczony został kontur krzyża, który widoczny jest jedynie od zewnątrz. Także inne witraże wyglądają inaczej w zależności od tego, czy oglądane są z zewnątrz, czy od wewnątrz kościoła. Również sama lokalizacja świątyni nawiązuje do tej symboliki – kościół leży bowiem dokładnie na granicy dwóch dzielnic Wejherowa: Nanic i Śmiechowa.  
Symbolika ściany prezbiterium nawiązuje do śmierci i zmartwychwstania Jezusa. Centralnym elementem jest forma rzeźbiarska scalająca dwa elementy: rzeźbę zmartwychwstałego Chrystusa z brązu i jej negatyw rzeźbiony w stiuku, przedstawiający postać Jezusa ukrzyżowanego. Z formą tą złączone jest tabernakulum, które niejako wtapia się w sylwetkę krzyża.
Witraże nawiązują do stylistyki kubizmu oraz w mniejszym stopniu geometryzmu. Witraż nad prezbiterium odwołuje się do wyjścia izraelitów z niewoli egipskiej. W ciągu dnia na zewnętrznej stronie witrażu widoczne są smugi dymu, a w nocy ogniste języki. Symbolizuje to postaci, jakie przybierał Bóg prowadząc lud żydowski. Witraże dolne przedstawiają biblijną historię stworzenia świata. Każdy dzień symbolizowany jest przez siedem okien.
W nawie bocznej kościoła znajduje się reprodukcja obrazu Matki Boskiej Częstochowskiej. Umieszczony jest on na symbolicznej bramie stylizowanej na kontur Polski. 
Nad chrzcielnicą znajduje się rzeźba będąca syntezą dwóch symboli Ducha Świętego – ognistych języków i gołębicy.